# The Best of Rod Stewart
The Best of Rod Stewart es un álbum recopilatorio del cantante británico de rock Rod Stewart, publicado en 1989 a través de Warner Bros. Records. Contiene sus principales éxitos musicales desde el álbum Every Picture Tells a Story de 1971 hasta Every Beat of My Heart de 1986, además de una versión de «Downtown Train» de Tom Waits que se grabó exclusivamente para el disco.
Se publicó solamente en Europa y Oceanía y solo días antes de Storyteller - The Complete Anthology: 1964-1990, que fue exclusivamente para los mercados norteamericano y oceánico. Alcanzó el tercer puesto en la lista inglesa UK Albums Chart y hasta el día de hoy ha vendido más de 2,4 millones de copias en el Reino Unido, equivalente a ocho discos de platino.
Es uno de sus recopilatorios más exitosos a nivel mundial, cuyas ventas se asemejan a Greatest Hits, Vol. 1 de 1979 y The Story So Far: The Very Best of Rod Stewart del 2001.

## Lista de canciones
| N.º | Título                                            | Duración |  |
| 1.  | «Maggie May»                                      | 4:59     |  |
| 2.  | «You Wear It Well»                                | 4:21     |  |
| 3.  | «Baby Jane»                                       | 4:46     |  |
| 4.  | «Da Ya Think I'm Sexy?»                           | 4:19     |  |
| 5.  | «I Was Only Joking»                               | 4:51     |  |
| 6.  | «This Old Heart of Mine» (dueto con Ronald Isley) | 4:12     |  |
| 7.  | «Sailing»                                         | 4:23     |  |
| 8.  | «I Don't Want to Talk About It»                   | 4:51     |  |
| 9.  | «You're in My Heart (The Final Acclaim)»          | 4:30     |  |
| 10. | «Young Turks»                                     | 4:34     |  |
| 11. | «What I Am Gonna Do (I'm So in Love With You)»    | 3:37     |  |
| 12. | «The First Cut is the Deepest»                    | 3:52     |  |
| 13. | «The Killing of Georgie (Part I and II)»          | 6:29     |  |
| 14. | «Tonight's the Night (Gonna Be Alright)»          | 3:36     |  |
| 15. | «Every Beat of My Heart»                          | 4:42     |  |
| 16. | «Downtown Train»                                  | 4:36     |  |

## Posicionamiento en listas
| País          | Lista                | Posición |
| ------------- | -------------------- | -------- |
| Nueva Zelanda | RIANZ Charts         | 2        |
| Reino Unido   | UK Albums Chart      | 3        |
| Alemania      | Media Control Charts | 6        |
| Países Bajos  | MegaCharts           | 6        |
| Australia     | ARIA Charts          | 7        |
| Austria       | Ö3 Austria Top 40    | 12       |
| Suecia        | Sverigetopplistan    | 23       |
| Suiza         | Swiss Music Charts   | 25       |
| España        | Top 100 Álbumes      | 70       |

## Certificaciones
| País        | Organismo certificador | Certificación        | Ventas certificadas | Ref.   |
| ----------- | ---------------------- | -------------------- | ------------------- | ------ |
| Reino Unido | BPI                    | 8x Octuple platino   | 2 400 000           | [ 3 ]  |
| Australia   | ARIA                   | 5x Quíntuple platino | 350 000             | [ 12 ] |
| Argentina   | CAPIF                  | 2x Doble platino     | 400 000             | [ 13 ] |
| Alemania    | BVMI                   | 2x Doble platino     | 1 000               | [ 14 ] |
| España      | PROMUSICAE             | Platino              | 100 000             | [ 15 ] |
| Brasil      | ABPD                   | Platino              | 100 000             | [ 16 ] |
| Suiza       | IFPI - Suiza           | Platino              | 50 000              | [ 17 ] |
| Austria     | IFPI - Austria         | Platino              | 50 000              | [ 18 ] |
| Finlandia   | IFPI - Finlandia       | Oro                  | 25 000              | [ 19 ] |